# Mas de Patriciel I
Mes de Patriciel I és un abric que conté pintures rupestres d'estil llevantí. Està situat en el terme municipal de Mequinensa (Aragó). Apareix localitzat a la zona inferior de la Serra de l'Alt de les Carrasques, en un aflorament rocós que dona lloc a un petit abric orientat al Sud-est. A causa del mal estat del suport, només es conserva una sola figura pintada molt incompleta en color marró clar que representa un soliforme o estiliforme de vuit braços, similar als representats a Vall de Mamet I i II. En aquesta ocasió, els braços són molt més estilitzats.
L'abric està inclòs dins de la relació de coves i abrics amb manifestacions d'art rupestre considerats Béns d'Interès Cultural en virtut del que es disposa en la disposició addicional segona de la Llei 3/1999, de 10 de març, del Patrimoni Cultural Aragonés. Aquest llistat va ser publicat en el Butlletí Oficial d'Aragó del dia 27 de març de 2002. Forma part del conjunt de l'art rupestre de l'arc mediterrani de la península ibèrica, que va ser declarat Patrimoni de la Humanitat per la Unesco (ref. 874-657). També va ser declarat Bé d'Interès Cultural amb el codi RI-51-0009509.